# La Terza Via
La Terza Via è un piccolo partito politico palestinese di tendenza centrista, guidato da Salam Fayyad, primo ministro dal 2007 al 2013, e da Hanan Ashrawi.
Alle elezioni del 25 gennaio 2006 il partito prese il 2,41% dei voti, ottenendo così 2 dei 132 seggi del Consiglio legislativo palestinese.
L'obiettivo del partito è quello di spezzare il duopolio politico generato dalla competizione tra Hamas e Fatah.